# Lo' Pibitos
Lo’ Pibitos es una banda de funk y rap formada en 2006 en el barrio de Villa Crespo, Buenos Aires, Argentina. La banda combina el funk con el rap y el rock, mezclando con otros sonidos, como la cumbia o el pop o los ritmos latinos, haciendo uso de sintetizadore.

## Historia
La banda empezó en 2006, con una formación conformada por dos raperos (Guido “El Dog” Ruggiero y Tomás Bacigaluppi) que cantaban sobre las bases creadas por Jean Luka y Rody Arbe. Dos años después se agregaron nuevos miembros a la banda: Juan Gimenez (Bajo), Andrés Cortés (guitarra) y Jeremias Segall de Rosa (batería); con estas incoporaciones Lo' Pibitos comienzan a sumar nuevos estilos a su música como el funk, el rock y los ritmos latinos.
En el 2011 graban su disco debut "Bienvenidos al presente", producido por Guido Ruggiero y "Jean Luka" Arbe. 
Lanzaron su segundo álbum, A Punto Caramelo, en 2015 bajo el sello Pelo Music. El mismo contó con la participación de Julián Kartun (El Kuelgue) en El ritmo de la vida, Pablo Vidal (El Kuelgue) en El cielo espera y Maikel (Kapanga) en Pin Pun. En 2017 estrenaron el videoclip de la canción "El ritmo de la vida". Ese mismo año fueron teloneros de Residente y Bruno Mars en sus shows en Argentina.
En 2018 lanzan su tercer disco, En espiral, con las participaciones de Ale Sergi, el Negro Rada, Juan Ingaramo y Emme. Su tercer álbum marca una profundización de los sonidos en una búsqueda de ritmos nuevos. En este caso, predomina el candombe y las colaboraciones de artistas que nutren el trabajo con su impronta particular. 
En junio de 2019 Lo’ Pibitos presentó el nuevo video del tema homónimo, que cuenta con la colaboración de la venezolana Amanda Querales & A.B.R.E. Este material fue dirigido por Diego Tucci y filmado en Barrios Sur, en Montevideo, durante el mes de abril de 2019. En tan solo un mes, recibieron más de 2,5 millones de aprobaciones.

## Estilo
La banda define el estilo de su música como funk fusionado con hip hop, donde además se mezclan diferentes elementos del rock, autodefiniendose como una "expresión urbana". Entre sus influencias se encuentran George Clinton y Parliament, a nivel internacional, y Spinetta, Illya Kuryaki & The Valderramas y Los Tetas, a nivel regional.

## Miembros
La banda está formada por:
- Guido Ruggiero (MC Voz)
- Tomás Bacigaluppi (MC Voz)
- Andres Arbe ( Letra y MC)
- Jean Luka Arbe (Percusión)
- Rody Infinito Arbe (Guitarra)
- Andrés Cortes (Guitarra)
- Jeremías Segall de Rosa (Batería)
- Juan “El niño” Gimenez (Bajo)
- Marto Aguilar (Teclados)

## Discografía

### Álbumes
- Bienvenidos al presente (2011)
- A punto caramelo[10] (2015)
- En Espiral (2018)
- Vivo en Buenos Aires (2019)

## Videografía
- Jarabe (2012) en YouTube.
- Sintonia (2014) en YouTube.
- El Ritmo de la Vida Ft. Julian Kartun (2017) en YouTube.
- En espiral ft. Amanda Querales & A.B.R.E.[11] en YouTube

## Premios y nominaciones
| Premios Gardel | Premios Gardel                        | Premios Gardel   | Premios Gardel | Premios Gardel |
| Año            | Categoría                             | Trabajo Nominado | Resultado      |                |
| -------------- | ------------------------------------- | ---------------- | -------------- | -------------- |
| 2016           | Mejor Álbum de Reggae y Música Urbana | A punto caramelo | Nominado       |                |